# فرودگاه راتاناکیری
فرودگاه راتاناکیری (به انگلیسی: Ratanakiri Airport) یک فرودگاه همگانی با کد یاتا RBE است. این فرودگاه در کشور کامبوج قرار دارد.